# 屯堡人
屯堡人，又称“京族”“鳳頭苗”，據傳是明朝江南汉兵平定西南后屯田戍边形成的后裔，是漢族的一個分支。「屯堡是指处于贵阳至安顺距离一百餘公里的大片平地内包括的三百多个屯堡村寨。这些村寨多以带有军事性质的屯、堡、官、关、哨、卡、 卫、所等命名 ,其中又以屯、堡命名者为多。」，2001年時有30多万屯堡人。.
1980年代，屯堡人曾和貴州很多地區的穿青人一起申請成為少數民族，後來被鑒定為早期漢族移民。屯堡人延续着明代江南人的遗风，固守着江南汉族文化。屯堡人与少数民族不通婚，与外界交流也不多，在语言、服饰、饮食、信仰、民居建筑及娱乐方式等方面与周围本土村寨不同。屯堡人自我认同为“南京人”、“京族” ，他们珍视自己的传统与文化。“应天府乃我故乡，有我族人，有我良田美宅”，因而传统风俗得到很好地保存。
屯堡人保存较完整的明朝遗风，是典型的“文化孤岛”，成为古文化研究的“活化石”。

## 历史
1371年，明太祖朱元璋封傅友德为征西大将军，率领30万大军自南京抵达今贵州安顺地区，成为大规模进入贵州腹地的第一批汉人。这些汉兵主要来自以南京为中心的江南一带。屯兵以后，多以“南京人”自称。因来自京师，又称“京族”。
从京师出发前，宰相刘伯温赠诗：“江南千条水，云贵万重山。五百年后看，云贵赛江南”。
　　

## 风俗

### 地戲
地戲是屯堡人的一種戲曲，又稱「跳神」。地戲最早見於史料記載是明嘉靖年間的《徽州府志》記歙州一帶迎汪公時「設俳優、狄、胡舞、假面之戲」。
地戲演出地點不在戲臺，而是在村中空壩或平整田土就地圍場而演。演出時間一般為兩個節令，一是稻穀揚花時節，以農事為主的屯堡人為了祈求一年的辛勞能獲得好收成，也為了緬懷祭祀祖先，在農曆七月十五日中元節期間開箱跳「米花神」，時間約3－7天；另一個是春節，為了歡慶一年的辛勞所獲得的豐收和祈求來年風調雨順、村寨平安，在新春到來之際，地戲班會「鳴鑼擊鼓，以唱神歌」，從農曆正月初二開始，跳半個月乃至一個月。
地戲以村寨為演出單位，一般是一個村寨演一堂戲、跳一部書。少數較大的村寨如詹官屯、吉昌屯、狗場屯、西屯、九溪等有兩堂乃至三堂戲，有的村寨還會互請地戲隊去演出。一堂戲的演員有20餘人，由「戲頭（神頭）」負責整部書的排演和指導。
地戲演出時，「跳神者首蒙青巾，腰圍戰裙，戴假面具於額前，手執戈矛刀戟之屬，隨口歌唱，應聲而舞」。地戲的主要表演形式是唱和舞，唱是無樂器伴奏的說唱，不分行當，只有男女角色之分，沒有男女聲腔之分，由劇中角色邊說邊唱邊交待劇情。舞則為「打」，是表現戰鬥場面的對打格鬥。地戲演員從古代戰爭的騎馬步戰的廝打格殺中，借鑒衍化而形成略具程式的套路，有的村寨還使用鐵質的真刀真槍搏殺。對打中，還吸收了當地苗族舞蹈中的舞步和花燈中的「四方步」。而伴唱者手執彩帕紙扇，邊伴唱邊手舞足蹈。

## 语言
屯堡話雖然劃入西南官話，但與周邊的西南官話仍存在一定差異。

## 服饰
現存屯堡人的服飾和现代的苏州东南甪直水鄉地帶的漢族服饰較相似，傳統上身穿兩截杉，頭梳圓髻 。屯堡婦女在百餘年前原本是穿著交領右衽服裝，後來受周邊漢族的立領大襟服飾影響，演變成了今日一般人眼中的屯堡漢族傳統服飾。

## 外部連結
- 屯堡：苗岭上最后的“大明遗民”（页面存档备份，存于）
- 贵州“屯堡娘娘” 秦淮寻根
- 安顺屯堡文化研究中心（页面存档备份，存于）
- 屯堡文化网

视频
- [走遍中国大山里的老汉人（2011.04.10）中国中央电视台]（页面存档备份，存于）